# Semmering
Semmering is een gemeente in de Oostenrijkse deelstaat Neder-Oostenrijk, gelegen in het district Neunkirchen (NK). De gemeente heeft ongeveer 600 inwoners.

## Geografie
Semmering heeft een oppervlakte van 8,66 km². Het ligt in het oosten van het land, ten zuidwesten van de hoofdstad Wenen.

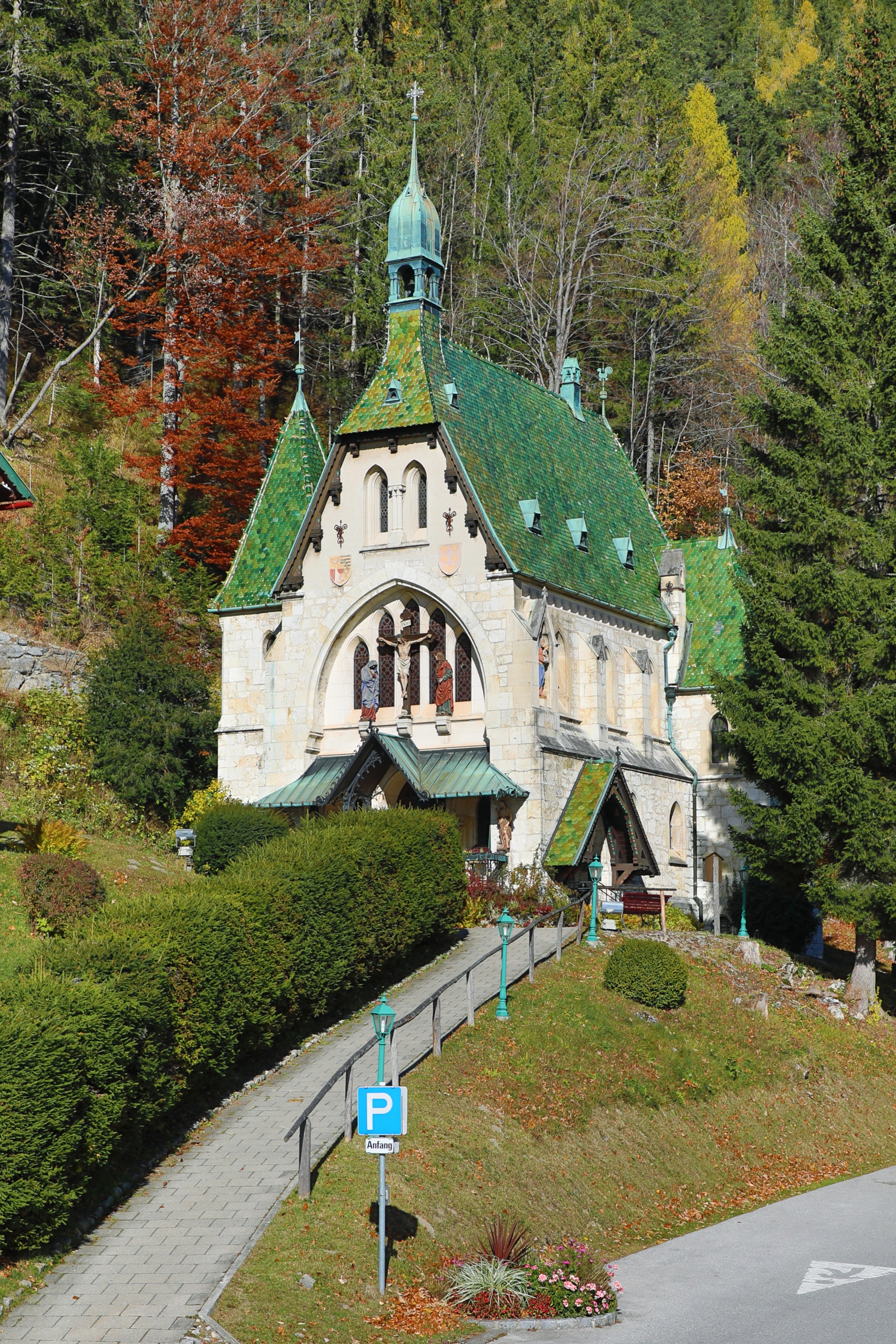
Parochiekerk van Semmering

Altendorf · Aspang-Markt · Aspangberg-Sankt Peter · Breitenau · Breitenstein · Buchbach · Bürg-Vöstenhof · Edlitz · Enzenreith · Feistritz am Wechsel · Gloggnitz · Grafenbach-Sankt Valentin · Grimmenstein · Grünbach am Schneeberg · Höflein an der Hohen Wand · Kirchberg am Wechsel · Mönichkirchen · Natschbach-Loipersbach · Neunkirchen · Otterthal · Payerbach · Pitten · Prigglitz · Puchberg am Schneeberg · Raach am Hochgebirge · Reichenau an der Rax · Scheiblingkirchen-Thernberg · Schottwien · Schrattenbach · Schwarzau am Steinfeld · Schwarzau im Gebirge · Seebenstein · Semmering · Sankt Corona am Wechsel · Sankt Egyden am Steinfeld · Ternitz · Thomasberg · Trattenbach · Warth · Wartmannstetten · Willendorf · Wimpassing im Schwarzatale · Würflach · Zöbern
- Bibliothèque nationale de France: cb15756947p (data)
- Gemeinsame Normdatei: 4054504-0
- Library of Congress Control Number: n90689338
- Nationale Bibliotheek van Tsjechië: xx0130463
- Nationale Bibliotheek van Israël: 987007567501705171
- Virtual International Authority File: 142027939
- WorldCat: E39PBJjxvjwBqvXrCRDFQDcQMP